# كفر الشيخ حسن
قرية كفر الشيخ حسن هي إحدى القرى التابعة لمركز الرحمانية في محافظة البحيرة في جمهورية مصر العربية. حسب إحصاءات سنة 2006، بلغ إجمالي السكان في كفر الشيخ حسن 2833 نسمة، منهم 1402 رجل و1431 امرأة.